# Supercoppa spagnola 2016 (pallacanestro maschile)
La Supercoppa spagnola 2016  è la 13ª Supercoppa spagnola di pallacanestro maschile, organizzata dalla ACB e la 17ª edizione in generale. È anche chiamata Supercoppa Endesa per motivi di sponsorizzazione.
Sarà disputata il 23 e il 24 settembre 2016 presso la Fernando Buesa Arena di Vitoria tra i seguenti quattro club:
- Saski Baskonia, squadra ospitante
- Real Madrid, campione di Spagna 2015-16 e vincitore della Copa del Rey 2016
- Gran Canaria, finalista di Copa del Rey 2016
- Barcellona, finalista di Liga ACB 2015-16

## Sorteggio
Le semifinai sono state sorteggiate il 5 settembre 2016, senza alcuna restrizione.

## Tabellone
|  | Semifinali | Semifinali     | Semifinali |            |              | Finale       | Finale | Finale |  |
|  |            |                |            |            |              |              |        |        |  |
|  | 1          | Saski Baskonia | 80         |            |              |              |        |        |  |
|  | 1          | Saski Baskonia | 80         |            |              |              |        |        |  |
|  | 3          | Gran Canaria   | 84         |            |              |              |        |        |  |
|  | 3          | Gran Canaria   | 84         |            | Gran Canaria | Gran Canaria | 79     |        |  |
|  |            |                |            |            | Gran Canaria | Gran Canaria | 79     |        |  |
|  |            |                | Barcellona | Barcellona | 59           |              |        |        |  |
|  | 2          | Real Madrid    | Barcellona | Barcellona | 59           | 93           |        |        |  |
|  | 2          | Real Madrid    |            |            |              |              |        |        |  |
|  | 4          | Barcellona     | 99         |            |              |              |        |        |  |

## Semifinali
| Arbitri: | José Antonio Martín Bertrán Antonio Conde Luis Miguel Castillo |

|              |            |               |
| Shengelia 16 | Punti      | 24 Kuric      |
| Luz 7        | Assist     | 5 Oliver      |
| Tillie 6     | Rimbalzi   | 8 Planinić    |
| Sito Alonso  | Allenatori | Luis Casimiro |

| Arbitri: | Juan Carlos García González Benjamín Jiménez Carlos Peruga |

|             |            |                    |
| Llull 27    | Punti      | 30 Rice            |
| Fernández 5 | Assist     | 6 Rice             |
| Dončić 8    | Rimbalzi   | 8 Tomić            |
| Pablo Laso  | Allenatori | Giōrgos Mpartzōkas |

## Finale
| Arbitri: | José Manuel Martín Bertrán Antonio Conde Sergio Manuel |

| |            | |
| McCalebb 15 | Punti      | 12 Claver, Navarro |
| O'Neale, Oliver 4 | Assist     | 4 Navarro |
| O'Neale 8 | Rimbalzi   | 8 Dorsey |
| 2 Hendrix• 7 McCalleb• 9 Salin• 15 O'Neale• 23 Báez 4 Oliver• 6 Planinić• 14 Pasečņiks• 21 Paulí• 22 Rabaseda• 24 Kuric• 34 Aguilar | Formazioni | 2 Rice• 10 Claver• 24 Oleson• 33 Perperoglou• 44 Tomić 5 Doellman• 6 Dorsey• 8 Ribas• 11 Navarro• 14 Vezenkov• 16 Peno• 20 Eriksson |
| Luis Casimiro | Allenatori | Giōrgos Mpartzōkas |